# Rosa 'Astrid Lindgren'
Rosa 'Astrid Lindgren' — сорт роз, относится к классам Флорибунда, Шрабы.
Сорт назван в честь шведской писательницы Астрид Линдгрен.
Выращивается и реализуется датской компанией Poulsen Roser, используется а качестве декоративного садового растения.

## Биологическое описание
Высота куста 120—245 см.
Листья матовые, серо-зелёные.
Цветки в кистях по 3—5 штук, махровые, чашевидные или плоские, светло-розовые, диаметром 9—10 см. Увядшие лепестки осыпаются.
Аромат умеренный, малиновый.
Лепестков более 17—25.
Цветение непрерывное.

## В культуре
Зоны морозостойкости (USDA-зоны): от 4b до более тёплых.
Опыт выращивания в средней полосе России (с укрытием на зиму) успешный.

## Болезни и вредители
Устойчивость к мучнистой росе и чёрной пятнистости высокая. Устойчивость к дождю средняя.